# A1 Telekom Austria Group
A1 Telekom Austria Group (în trecut Telekom Austria) este cea mai mare companie de telecomunicații din Austria.
Compania furnizează servicii de comunicații fixe (telefonie fixă, comunicații de date și acces internet), comunicații wireless (date și telefonie mobilă) precum și servicii financiare pentru firme din sectorul telecomunicațiilor.
În anul 2006, compania avea circa 12.000 de angajați și venituri de 4,8 miliarde de euro.
Grupul Telekom Austria deține companii prezente în opt țări din Europa.